# Série E181 a E182 da CP
A Série E181 a E182, também identificada como Série E180, foi uma classe des locomotivas a vapor de via métrica, utilizada em Portugal desde 1923. A unidade 181 foi preservada no Museu de Macinhata do Vouga, enquanto que a unidade 182 está em funcionamento em França, rebocando comboios turísticos da companhia Groupe d’Etude pour les Chemins de fer de Provence.

## História
Estas locomotivas foram fabricadas pela casa alemã Henschel & Sohn e circularam naquele país até 1923, quando vieram para Portugal como parte das reparações da Primeira Guerra Mundial. Foram integradas na frota da Companhia dos Caminhos de Ferro do Porto à Póvoa e Famalicão em 1923, recebendo os números de PPF 16 a 17. As linhas desta empresa usavam uma bitola de 900 mm.
Em 1927 aquela empresa foi fundida com a responsável com a da Linha de Guimarães, formando a Companhia dos Caminhos de Ferro do Norte de Portugal, processo no qual a largura das vias do Porto à Póvoa e Famalicão foi ampliada de 900 mm para 1000 mm. Assim, as locomotivas desta série foram adaptadas em 1931 para a nova bitola, passando então a poder circular em toda a rede nacional de via métrica, tendo então sido igualmente modificadas de forma a utilizar um tender separado. Em 1947 passaram para a frota da Companhia dos Caminhos de Ferro Portugueses, sendo renumeradas para 181 e 182. Também na década de 1940 foram novamente modificadas, passando a ter a configuração em tanque de origem.
Foram abatidas ao serviço na década de 1980. Em Abril de 1985, a locomotiva 182 foi adquirida por um empresário espanhol, que pretendia colocá-la em comboios turísticos na região de Alicante. Porém, este empreendimento não chegou a avançar, tendo a locomotiva ficado preservada durante cerca de 35 anos na cidade de Torrent, na província de Valência, até ter sido posta à venda. Foi então comprada por um membro da associação francesa Groupe d’Etude pour les Chemins de fer de Provence e transferida para Puget-Théniers em 6 de Março de 2020, com a finalidade de a restaurar e colocar ao serviço. Por seu turno, a unidade E181 foi integrada no acervo do Museu Ferroviário de Macinhata do Vouga.

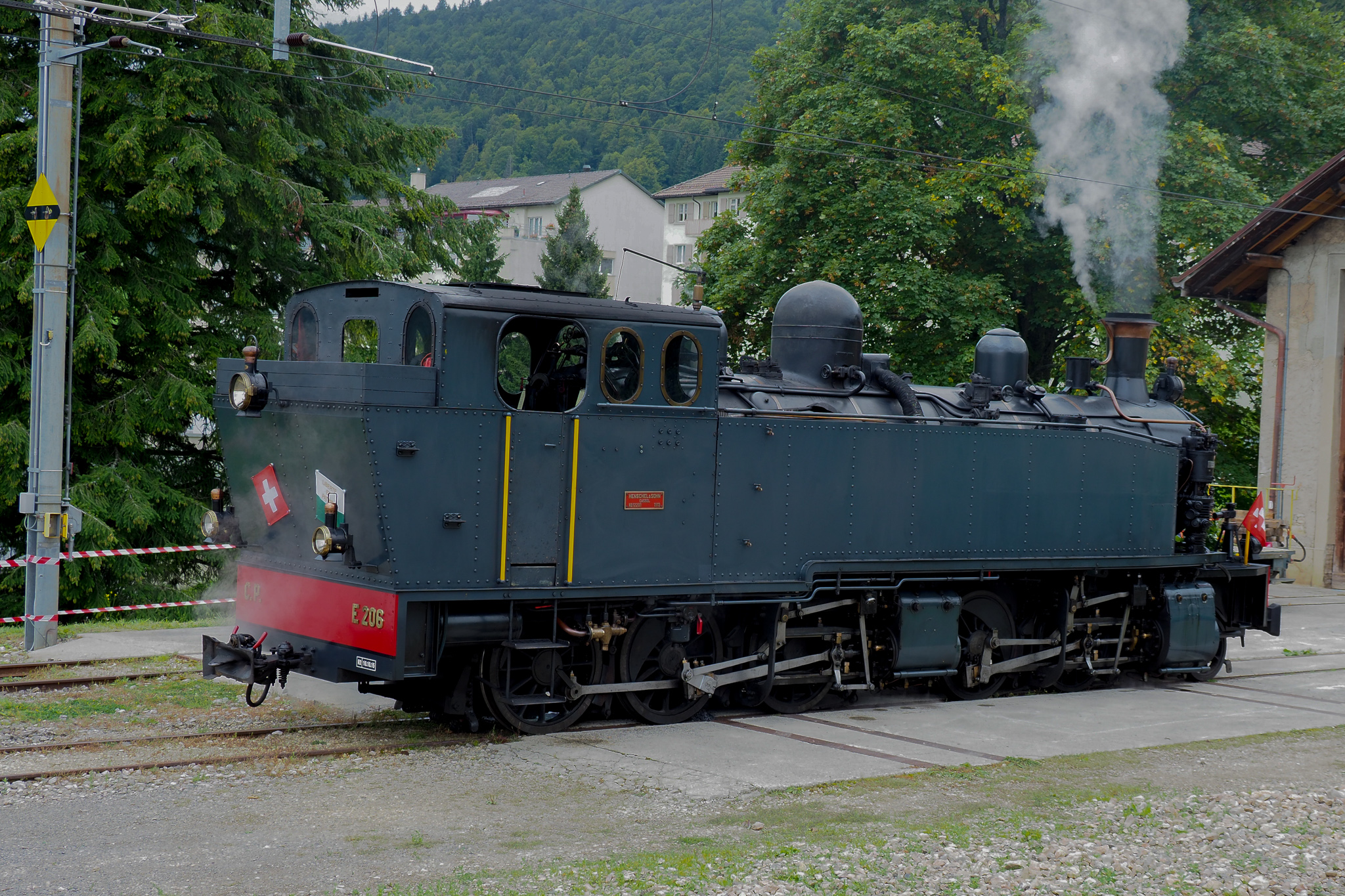
Locomotiva E206, muito semelhante às da série E181 a E182.

## Descrição
Esta série consiste em duas locomotivas tanque articuladas, com disposição de eixos 120+030T. Utilizam as inovações introduzidas pelo engenheiro Anatole Mallet, como um sistema compound de dupla expansão, permitindo desta vez usar o vapor duas vezes, a distribuição da massa da locomotiva por um número maior de eixos, e um chassis articulado. Esta configuração permitia alcançar uma maior potência em linhas de traçado mais difícil, mesmo usando carris mais leves. Com efeito, durante a sua carreira em Portugal ficaram conhecidas pela sua elevada potência e à capacidade para circularem em vários lanços da rede nacional com um perfil mais duro. Eram muito semelhantes às locomotivas da série E201 a 216, com as quais formando um conjunto de dezoito locomotivas.
Prestaram serviços nas linhas urbanas do Porto, do Corgo, Sabor e na rede ferroviária do Vouga.

## Ficha técnica[2]
- Disposição do eixo: 120+030T
- Tipo de operação: Sistema compound de quatro cilindros, a vapor saturado
- Construtor: Henschel & Sohn
- Superfície da grelha:  1,96 m²
- Superfície de aquecimento total: 123,30 m²
- Diâmetro dos cilindros AP/BP: 350 / 500 mm
- Curso dos pistões de AP e BP: 550 mm
- Comprimento total: 11.960 m
- Diâmetro das rodas motrizes / de transporte: 1.100 / 0,778 m
- Massa em ordem de execução: 59.000 T
- Capacidade dos depósitos de água / carvão: 6.000 T / 2.200 T
- Potência: 730 cv